# Amt Blossin

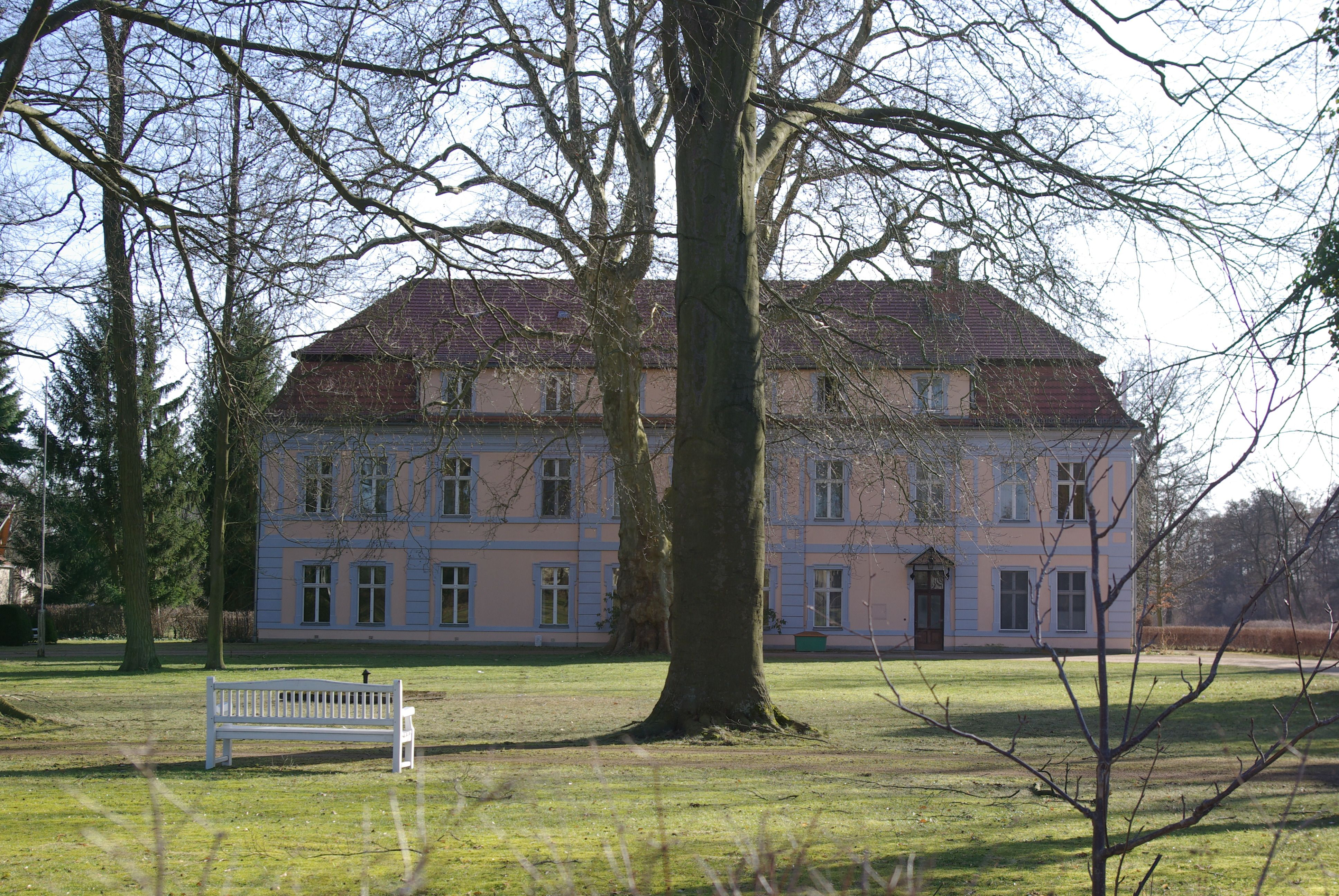
Gutshaus in Blossin und ehemaliger Sitz des Amtes Blossin

Das Amt Blossin war ein königlich-preußisches Amt, das zur Herrschaft Königs Wusterhausen gehörte. 1729 wurde es mit dem Erwerb des Ortes Blossin (Gem. Heidesee, Landkreis Dahme-Spreewald, Brandenburg) geschaffen, 1829 wurde es zum Amt Königs Wusterhausen gelegt und aufgelöst. Der Sitz war im Amtsvorwerk Blossin. Das Amtsgebiet umfasste bis zu fünf Gemeinden sowie einige Vorwerke und Schäfereien und gehört heute zur Gemeinde Heidesee und zur amtsfreien Stadt Storkow (Mark) (Landkreis Oder-Spree). Es wurde 1810 in ein Rentamt Blossin umgewandelt. 1817 hatte es 527 Einwohner.

## Geographische Lage
Das Amtsgebiet umfasste drei nicht zusammenhängende Teile, die Dörfer Blossin, Kolberg und Görsdorf mit einigen Vorwerken und Schäfereien, den Ort Schwerin und das auf der Gemarkung Streganz liegende Vorwerk Klein-Eichholz. Das für einige Jahrzehnte dem Amt zugeordnete Gräbendorf lag ebenfalls nicht direkt an das übrige Amtsgebiet anschließend westlich des Hauptkomplexes.

## Zugehörige Gemeinden und Siedlungen
Das Amt Blossin umfasste 1817 vier Dörfer, drei Vorwerke, zwei Schäfereien und eine Wasser- und Schneidemühle.
- Blossin (1817: Dorf und Amtsvorwerk, inkl. Heideschäferei 169 Einw.) (heute ein Ortsteil der Gem. Heidesee). Wurde am 31. Oktober 1729 vom damaligen preußischen König von dem Präsidenten Friedrich Wilhelm v. Bartholdy, Freiherr v. Micrander für 22.000 Taler[2] (16.000 Taler[3]) gekauft. 1810 wurde das Vorwerk Blossin zu Erbpacht verkauft.
- Busch (1817: Vorwerk, zu Görsdorf gehörig) (heute ein Gemeindeteil im Ortsteil Görsdorf, Stadt Storkow (Mark))
- Kolberg (1817: Colberg, Dorf, Vorwerk und Ziegelei, 82 Einwohner) (heute ein Ortsteil der Gem. Heidesee). Wurde am 14. März 1730 zusammen mit Klein-Eichholz dem Adam Christoph von Wins für 14.000 Taler abgekauft.[3]
- Kurtmühle (1817: Curthmühle, Wasser- und Schneidemühle, zu Schwerin gehörig) (heute ein Wohnplatz im Ortsteil Schwerin der Stadt Storkow (Mark))
- Klein-Eichholz (1817: Vorwerk, 33 Einw.) (heute ein Gemeindeteil im Ortsteil Streganz der Gem. Heidesee). Wurde am 14. März 1730 zusammen mit Kolberg dem Adam Christoph von Wins für 14.000 Taler abgekauft.[3]
- Görsdorf b. Storkow (1817: Dorf, inkl. Vorwerk Busch, 151 Einwohner) (heute ein Ortsteil der Stadt Storkow (Mark)). Wurde am 14. März 1730 dem Christian Ernst Steinkeller für 14.000 Taler abgekauft und zum Amt gelegt.[3]
- Heideschäferei (später auch Bergschäferei genannt) (1817: Schäferei, zu Blossin gehörig) (heute Wohnplatz Bergschäferei im Ortsteil Blossin der Gem. Heidesee)
- Lippe (1817: Schäferei, zu Schwerin gehörig) (existiert nicht mehr, lag südwestlich vom Ortskern von Schwerin, und südlich vom Dutzend See[4]) (das Areal gehört heute zu Schwerin). Es gab eine zweite Schäferei namens Lippe, die noch etwas weiter südwestlich auf Streganzer Gemarkung lag. Sie wurde zur Unterscheidung Streganz-Lippe genannt.
- Prierosbrück (1805/1817: Forsthaus und Krug). 1717 zusammen mit Gräben angekauft von den Brüdern Johann und Paul Bergius. Gehörte 1805 noch zum Amt Blossin,[5] 1817 dann zum Amt Königs Wusterhausen[1]
- Schwerin (1817: Dorf und Gut, inkl. Schäferei Lippe und Kurthmühle 92 Einwohner) (heute ein Ortsteil der Stadt Storkow (Mark)). Das Dorf wurde 1730 den v. Hohnstedt abgekauft. Schon am 18. November 1750 einem NN Zimmermann in Erbpacht gegeben.[6]

Das 1717 für 22.000 Taler von den Brüdern Johann und Paul Bergius erworbene Gräbendorf (heute Ortsteil der Gemeinde Heidesee) gehörte ursprünglich zur Herrschaft Teupitz. Es muss dem Amt Blossin nach 1729/30 zugeordnet worden sein. Wöhner führt Gräbendorf bereits 1801 nicht mehr unter dem Amt Plossin. Dagegen listet es Büsching noch unter dem Amt Blossin, d. h. die Zuordnung von Gräbendorf zum Amt Blossin muss zwischen 1775 und 1801 zugunsten des Amtes Königs Wusterhausen geändert worden sein. 1810 wurden die Vorwerke des Amtes Blossin verpachtet. Das Amt wurde nun in ein Rentamt umgewandelt, d. h. der zuständige Beamte zog nur noch die Renten und Abgaben ein, die zum Amt geleistet werden mussten. Er betrieb keine Eigenwirtschaft mehr auf den Vorwerken. Die Verwaltung der Ämter der Herrschaft Königs Wusterhausen, und damit auch die des Amtes Blossin war an die Königliche Regierung in Potsdam überwiesen worden. 1829 wurde das Amt Blossin aufgelöst und dem Amt Königs Wusterhausen zugewiesen. 1843 wurde die Herrschaft Wusterhausen wieder aus der Verwaltung der Königlichen Regierung in Potsdam gelöst und der Hofkammer der Königlichen Familiengüter zugeteilt. Das Amt Königs Wusterhausen wurde 1872 aufgelöst.

## Amtleute (unvollständig)
- 1811 bis 1824 Adolph Ferdinand Kiekebusch, Kammerrat und Rentbeamter[11][12][13]